# Steffen Schütz
Steffen Schütz (né en 1966 à Eisenach) est un entrepreneur et homme politique allemand de BSW. Il est membre du Landtag de Thuringe depuis 2024.

## Biographie

### Jeunesse et carrière professionnelle
Steffen Schütz naît en 1966 à Eisenach en République démocratique allemande. Il étudie la communication à la Fachhochschule für Werbung und Gestaltung de Berlin entre 1987 et 1990 avant de fonder une agence de communication en 1997.

### Carrière politique
Schütz rejoint BSW - Pour la raison et la justice, le parti de Sahra Wagenknecht en mai 2024 et est nommé co-président régional en vue des élections régionales en Thuringe. En seconde place sur la liste, il est élu membre du Landtag de Thuringe.